# Ledeburyt

Obszar występowania ledeburytu (kolor jaśniejszy) i ledeburytu przemienionego (kolor ciemniejszy) na wykresie fazowym żelazo-węgiel

Ledeburyt – składnik strukturalny stopów żelazo-węgiel powstały w wyniku przemiany eutektycznej zawierający austenit i cementyt. Nazwa ledeburyt pochodzi od nazwiska jego odkrywcy, niemieckiego metalurga Karla Ledebura; profesora na Akademii Górniczej we Freibergu. Odkrycia dokonał w 1882 roku.

## Podział
Można wyróżnić dwa typy ledeburytu:
- ledeburyt – mieszanina austenitu z cementytem powstająca z cieczy o składzie eutektycznym (4,3% C) przy temperaturze 1148 °C. Bezpośrednio po utworzeniu zawiera 48% cementytu i 52% austenitu o składzie 2,11% C. W trakcie chłodzenia w zakresie temperatur 1148–727 °C z austenitu ledeburytycznego wydziela się cementyt. Powoduje to obniżenie zawartości austenitu w mieszaninie i zubożenie go w węgiel[3].

- ledeburyt przemieniony – austenit ledeburytyczny o składzie 0,77% C ulega przemianie eutektoidalnej. Z tego powodu ledeburyt przemieniony jest to mieszanina perlitu i cementytu[3]. Podczas chłodzenia ledeburyt jest stabilny do temperatury 727 °C, poniżej której rozpada się austenit. Ledeburyt przechodzi wtedy w ledeburyt przemieniony. Pierwotnie występujący w niej cementyt, zachowuje swą postać, a austenit przemienia się na mieszaninę ferrytu i cementytu[4].